# マツウラ (アパレル)
マツウラ株式会社は、福井県越前市にある企業。学校体育衣料の専門メーカーとして知られる。
福井県ニット工業組合、協同組合武生問屋センターに所属している。

## 概要
福井県越前市平出2丁目28番10号に本拠を置く。
1969年、マツウラ個人商店として創業。1979年、マツウラ株式会社を設立した。1980年、武生問屋センター内に営業部門を統括する営業センターを設置し、1992年には営業センター隣接の倉庫を増築するとともに、生産機能の一部を移転した。
「Matsuura」ブランドの学校体育衣料を専門とし、個々の学校オリジナル商品の開発に注力。首都圏や関西地方を中心に、日本各地へと販売を展開している。また、ニット製造技術を応用した、介護・医療従事者向けユニフォームの開発も行っている。

## 事業所
- 本社：〒915-0803 福井県越前市平出2丁目28-10
- 営業センター、第一工場：〒915-0053 福井県越前市問屋町
- 第二工場：〒916-0145 福井県丹生郡越前町岩開[2]